# Annette et Lubin
 (novembre 2018).
Annette et Lubin sont deux personnages d'un conte moral de Jean-François Marmontel de 1761. L'histoire réelle de Marie Schmitz et Gilles Dewalt de Spa serait à l'origine de ce conte, mais l'historien spadois Guy Peeters a récemment[Quand ?] affirmé le contraire de façon documentée. Ils deviendront cependant de leur vivant « Annette et Lubin de Spa », donnant leur nom à la colline au sommet de laquelle ils résidaient.
Annette et Lubin sont devenus des personnages centraux du patrimoine spadois. Le conte moral d'Annette et Lubin fut l'objet de diverses adaptations en opéras-comiques, pièces de théâtre, ballets-pantomimes, etc., de nombreuses éditions et de la traduction en plusieurs langues des Contes moraux de Marmontel, ainsi que d'une riche iconographie par les meilleurs artistes de l'époque.

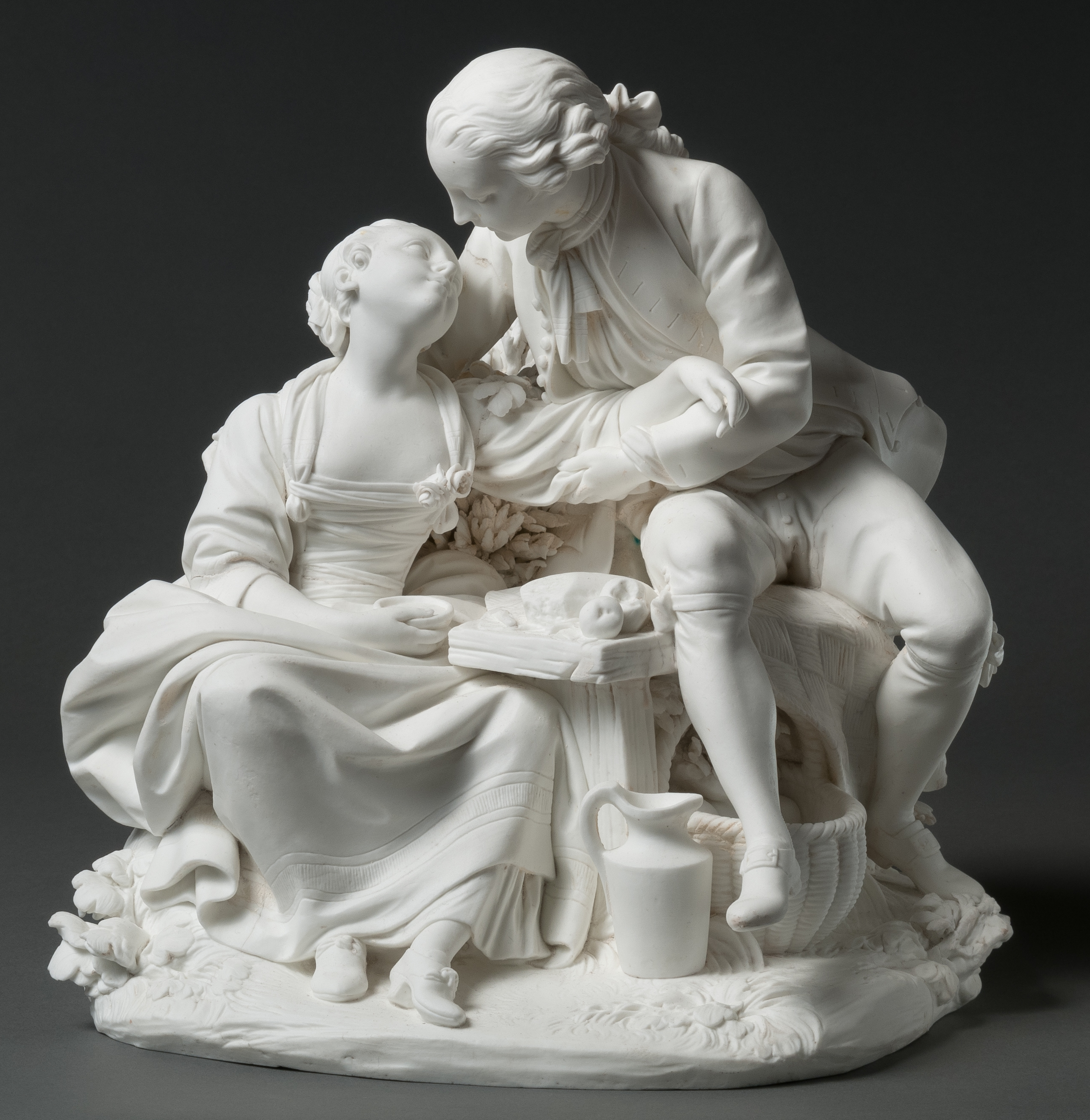
Annette et Lubin, porcelaine de Sèvres, c, 1764, Waddesdon Manor.

## Biographie
Gilles Dewalt et Marie Schmitz semblent avoir été les enfants de deux sœurs habitant le village de Nivezée à proximité de Spa. Vers quatorze ans, les deux cousins perdirent leurs parents respectifs et vinrent s’établir ensemble, orphelins et indigents, à Spa à proximité de la source du Tonnelet, au creux d’un rocher, non loin de la promenade des Quatre Heures des nobles bobelins.
Pour subsister, ils offraient aux bobelins des fruits de saisons, du lait de chèvre, des ouvrages de vannerie, etc. Marie, innocemment, tomba enceinte des œuvres de Gilles, son cousin concubin. L’Église locale réprima cette union charnelle « contre nature » enfreignant les lois de Dieu. Un lord et d’autres bobelins auraient soutenu leur cause devant le pape Benoît XIV, avec succès. Mais nous n'avons aucune trace de cette intervention.
Marie et Gilles deviennent progressivement, à Spa, Lubin et Annette, à la suite de la parution du conte de Jean-François Marmontel relatant leur histoire. Ils devinrent l’attraction de toute l’Europe en séjour à Spa.
Vers 1764, ils s’établirent sur le plateau de Spaloumont, offrant un lieu de danse et de divertissement pour les gens de service et le peuple de Spa, autour de leur chaumière. Les bobelins ne s’en désintéresseront pas et, très vite, ce lieu deviendra un rendez-vous de curiosité et de promenades de Spa pour les nobles curistes.
En 1767 c’est l’écrivain Marmontel lui-même qui viendra trois jours durant à Spa, mais il ne fait aucune allusion aux amants. Cette année-là, le conte d’Annette et Lubin est déjà traduit et publié en anglais, danois, hollandais, italien, espagnol et hongrois. Annette et Lubin de Spa deviennent une légende vivante à Spa. Quelques années auparavant, le comte de Creuz, ambassadeur de Suède près du royaume de France, avait aussi mis en contact Marmontel et le compositeur liégeois André Grétry à Paris. Ils avaient déjà écrit ensemble deux opéras-comiques en 1765 et 1766.
Vers 1772, le chevalier de la Ferrière et sa sœur la baronne de Vaux viendront en aide à Annette et Lubin, l’un en faisant construire une salle couverte de chaume et une écurie attenante à leur masure, l’autre en collectant pour eux la somme de 3510 escalins auprès des bobelins. Dans ces années, on pouvait lire sur l'enseigne de l'établissement : « Chez Annette et Lubin se donnent des déjeuners et des goûters. Les seigneurs et dames qui en souhaitent sont priés de les commander un jour auparavant. Il vend aussi toutes sortes de rafraîchissements à la glace, thé, café et chocolat. » Mme de Genlis, en séjour à Spa en 1775, écrira en 1782 dans Adèle et Théodore : « Nous allons nous promener sur la montagne d’Annette et Lubin ; nous nous affligeons un peu qu’Annette soit si laide, et que Lubin vende de la bière, ce qui nuit fort aux idées pastorales et champêtres. »
En 1783, les affaires d’Annette et Lubin, malgré le succès apparent, se portent mal. Lubin songe à vendre leur chaumière et leur commerce. Une nouvelle fois, les bobelins leur viennent en aide.
En 1787, la duchesse d’Orléans en séjour à Spa se rend à dos de chameau plus d’une fois sur la colline d’Annette et Lubin.
Mais le 10 janvier 1789, un décret les menace de scellés et d’expulsion, sans être exécuté, pour cause de créances impayées. Lubin, vraisemblablement, mit cependant le feu à sa ferme dans l’espoir qu’on lui vienne de nouveau en aide à cause de ce malheureux incendie. Mais la supercherie de Lubin suscite les soupçons et la compassion ne suit pas. De plus, la révolution gronde aux portes de la principauté de Liège et donc de Spa ; les bobelins ont d’autres soucis.
Le Lubin de Spa se retire dans les bois avoisinants et vit en ermite. Il y meurt en 1799, la même année que Marmontel, son « père de légende ». Lui aussi connut le succès puis se retira pendant la Révolution en Normandie. Quant à Annette, on ne sait exactement ce qu’elle devint après 1787. La légende locale dit que, de désespoir et de chagrin, Lubin se serait laissé aller à cette vie d'ermite.

## Toponyme
La colline d’Annette et Lubin située au nord de la ville de Spa, massif schisteux boisé, est celle qui surplombe la place Royale et qui connaît en son sommet un plateau, le lieu-dit qui porte l'oronyme, Spaloumont.

### Histoire
Il semble qu’Annette et Lubin s’y soient installés dès 1764. C’est sur le sommet de la colline de Spaloumont que le chevalier de la Ferrière, noble bobelin français en séjour à Spa en 1772, fit construire en septembre, sur sa cassette personnelle, une « salle couverte de chaume et une écurie attenante à la masure » pour aider Annette et Lubin à s’établir dignement et à ouvrir un lieu de restauration, offrant breuvages et produits de saison du terroir ; la colline de Spaloumont devint dès 1783, celle « d’Annette et Lubin ».
Au début du XXe siècle, un hôtel « Annette et Lubin » fut construit, dans le style alsacien alors à la mode, sur l’emplacement même de l’établissement original. Aujourd’hui, cet hôtel a été démoli pour faire place aux nouveaux thermes de Spa (2005). Lors des travaux de fondations, on découvrit un puits creusé dans la roche qui fut vraisemblablement celui d’Annette et Lubin pour alimenter en eau le haut de cette colline, leur demeure et le lieu de restauration qu’ils offraient. Ils disposaient également d’une glacière, comme il y en avait de nombreuses à Spa pour satisfaire au raffinement de leurs nobles visiteurs.

## Conte d’Annette et Lubin par J.-F. Marmontel

### Œuvre

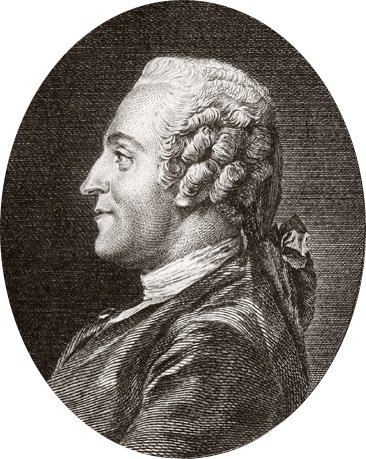
Jean-François Marmontel.

Le conte de Marmontel s’inscrit dans la lignée des contes philosophiques de Voltaire, son mentor, et dans la suite des autres contes qu’il écrira sous le titre Contes moraux. Ces derniers sont à Marmontel ce que les Fables sont à La Fontaine et les contes philosophiques à Voltaire. Lui-même écrit à Marmontel, le 25 mars 1765, "Mon cher confrère, vos contes sont pleins d'esprit, de finesse et de grâces, vous parez de fleurs la raison, on ne peut vous lire sans aimer l'auteur. Je vous remercie de toute mon âme des moments agréables que vous m'avez fait passer".
Annette et Lubin furent des personnages à la mode dans l’ambiance rousseauiste et pastorale qui régnait après 1760 (qu'on pense à leur état de bons sauvages).
Le conte comporte seulement quelques pages, le récit est mièvre, larmoyant ; mais sa trame avait tout pour plaire à qui voulait s'attendrir selon le goût du temps. Ces contes sont avant tout des divertissements de salon, des lectures à haute voix que Marmontel transformera sans grande difficulté en texte destiné à la publication pour son public de l'aristocratie et de la haute bourgeoisie, essentiellement féminin".
Au-delà de l’œuvre littéraire, Marmontel est devenu aussi, sans le vouloir, le « père » contemporain d’Annette et Lubin de Spa.

### Origine

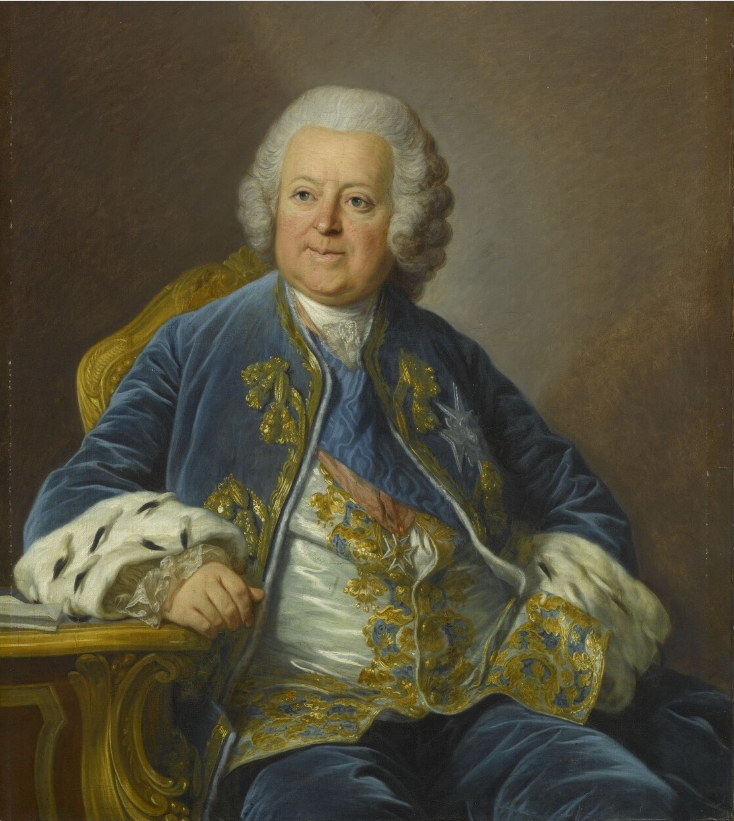
Comte de Saint Florentin.

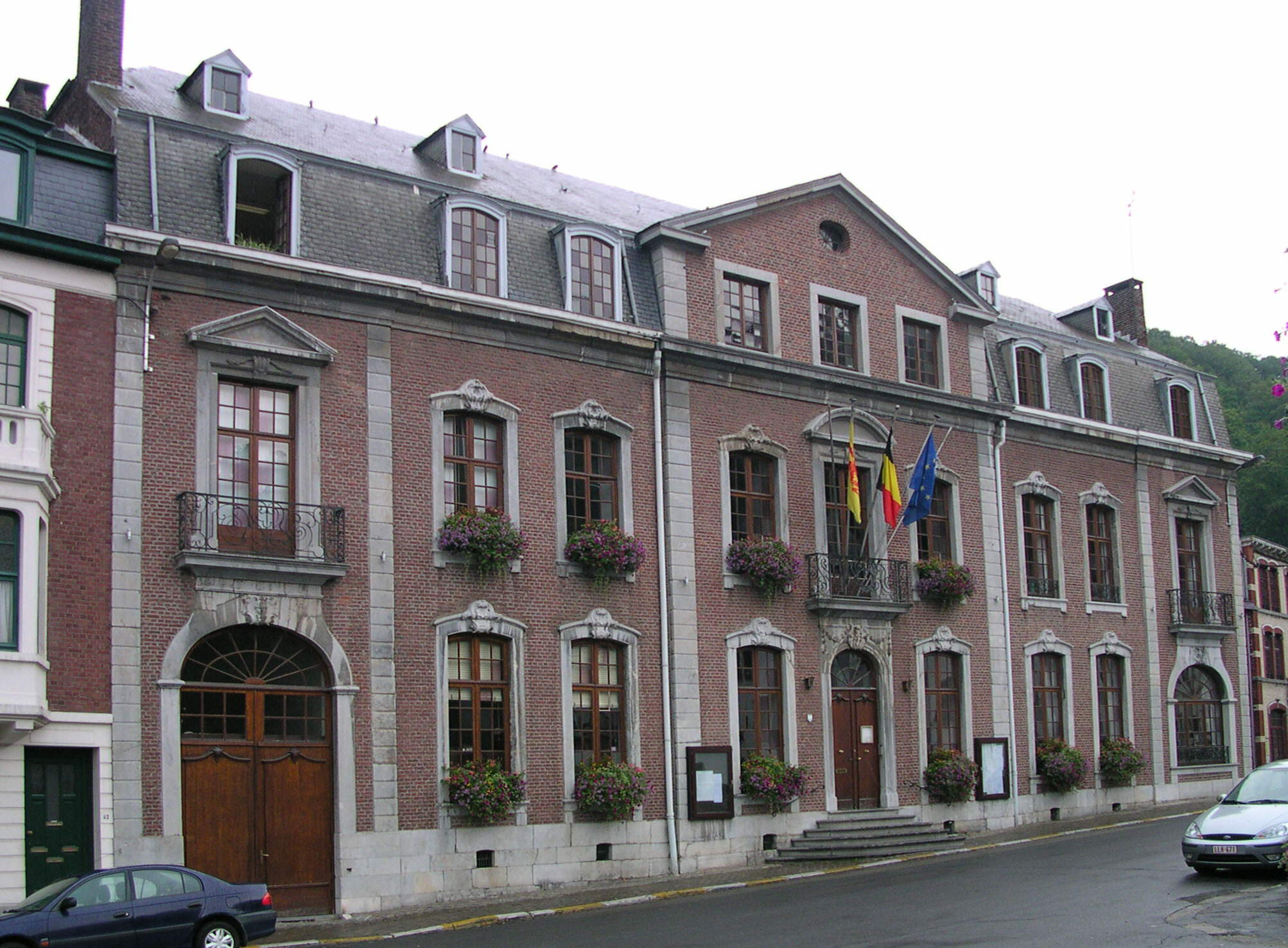
Le Grand hôtel à Spa, Café de l'Europe, fin XVIII.

J.-F. Marmontel écrit lui-même au sujet de cette origine dans ses Mémoires publiés post-mortem sur manuscrit autographe de l’auteur chez N. Xhrouet à Paris, en première édition, en 1804. Il situe le récit fait de cette histoire vraie en 1761 dans le fief de son ami M. de Saint-Florentin à Bezons où ils étaient en villégiature.
Cependant, les "historiens" de Spa au XIXe siècle, Albin Body (1872) et le docteur Bovy (1838), affirment péremptoirement que Marmontel se trompe sur le lieu. Quant à la personne qui lui aurait relaté cette histoire, la question reste pour eux totalement ouverte, puisqu'ils ne peuvent rien en dire !
En fait, l'histoire de Bezons aurait été transposée plus tard à Spa sur deux pauvres manants au sort comparable aux premiers.
Mais des "historiens" de Spa qui se sont intéressés à cette question, font donc l’hypothèse, sans aucune preuve, que ce seraient plutôt des bobelins (curistes) nombreux en séjour à Spa puis retournés à Paris qui auraient relaté directement ou indirectement à Marmontel l’histoire dont ils avaient eu vent ou qu'ils avaient observée à Spa vers 1760 et qui aurait inspiré le conte de Marmontel en 1761.
Cependant, l'historien de Spa, Guy Peters, retient sur la base d'éléments documentés et de preuves archivistiques, Bezons et Cormeilles en Parisis comme les lieux où ont vécu Annette et Lubin qui ont été les modèles de l'auteur.
À la suite des avancées de données historiques sur les familles spadoises, des éléments intéressants sont aussi à noter sur les relations qui pourraient avoir eu lieu vers 1760 entre la famille Xhrouet de Spa et Marmontel, sans pouvoir conclure pour autant à quelque autre origine du récit d’Annette et Lubin.
En 1757, Lambert Xhrouet de Spa est tourneur du duc d’Orléans au Palais-Royal, à Paris. Il en est suffisamment proche pour présenter à celui-ci, un de ses cousins de Spa qui y obtiendra un emploi la même année. Le peintre de porcelaine à Sèvres, Philippe Xhrouet de Spa, invente lui, cette année faste, la nouvelle couleur rose-Pompadour et fait l’évènement en décembre 1758 à Versailles sous l’impulsion de la marquise. Dans la rue Saint-Honoré, à côté du Palais Royal, ce sont encore Alexis et Jean Xhrouet de Spa qui s’installent en 1761, comme orfèvres. Dans cette même rue, c’est aussi le salon parisien voisin, celui de Mme Geoffrin, antichambre de l’Académie, que Marmontel fréquente et où même il réside un temps.
Après avoir écrit le conte d’Annette et Lubin en 1761, c’est l’été de 1767, qu’il se rend à Spa, Café de l’Europe, accueilli sans nul doute par Lambert Xhrouet devenu en 1760 cobourgmestre et conseiller de la ville d’eau. C’est encore chez N. Xhrouet, imprimeur éditeur à Paris, qu’arrivera, plus tard, vers 1804, le manuscrit autographe des Mémoires de l’auteur pour être publié en première édition avec le succès que l’on lui connaît : 4 vol. in-−8° (1804), 11 vol. in-−12° (1804-1806), 4 vol. in-−12° (1805), 4 t. en 2 vol. in-−8° (1807).
Sans avoir de traces écrites de relations personnelles entre Lambert Xhrouet de Spa et JF. Marmontel, il est possible qu’ils se soient connus et rencontrés, pour le moins, et fréquentés avant 1760 à Paris et certainement l’été de 1767 à Spa. Notons, par ailleurs, que JF. Marmontel a été nommé sous la protection de la Pompadour, Secrétaire des Bâtiments du roi, de 1753 à 1758 et Lambert Xhrouet, de même, tourneur du duc d’Orléans et écuyer du commun de la reine.

### Succès de scène européen

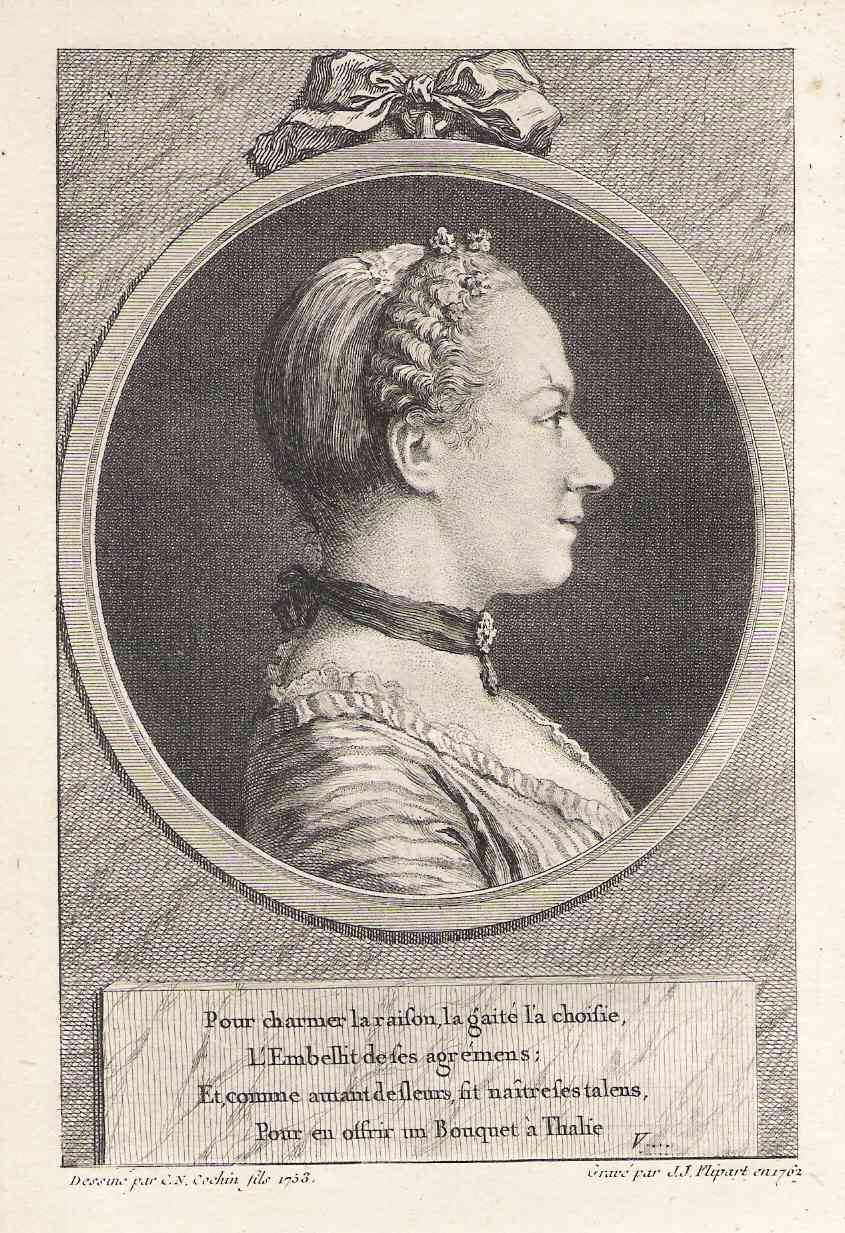
Justine Favart. Frontispice du Théâtre de M. Favart (Paris 1763).

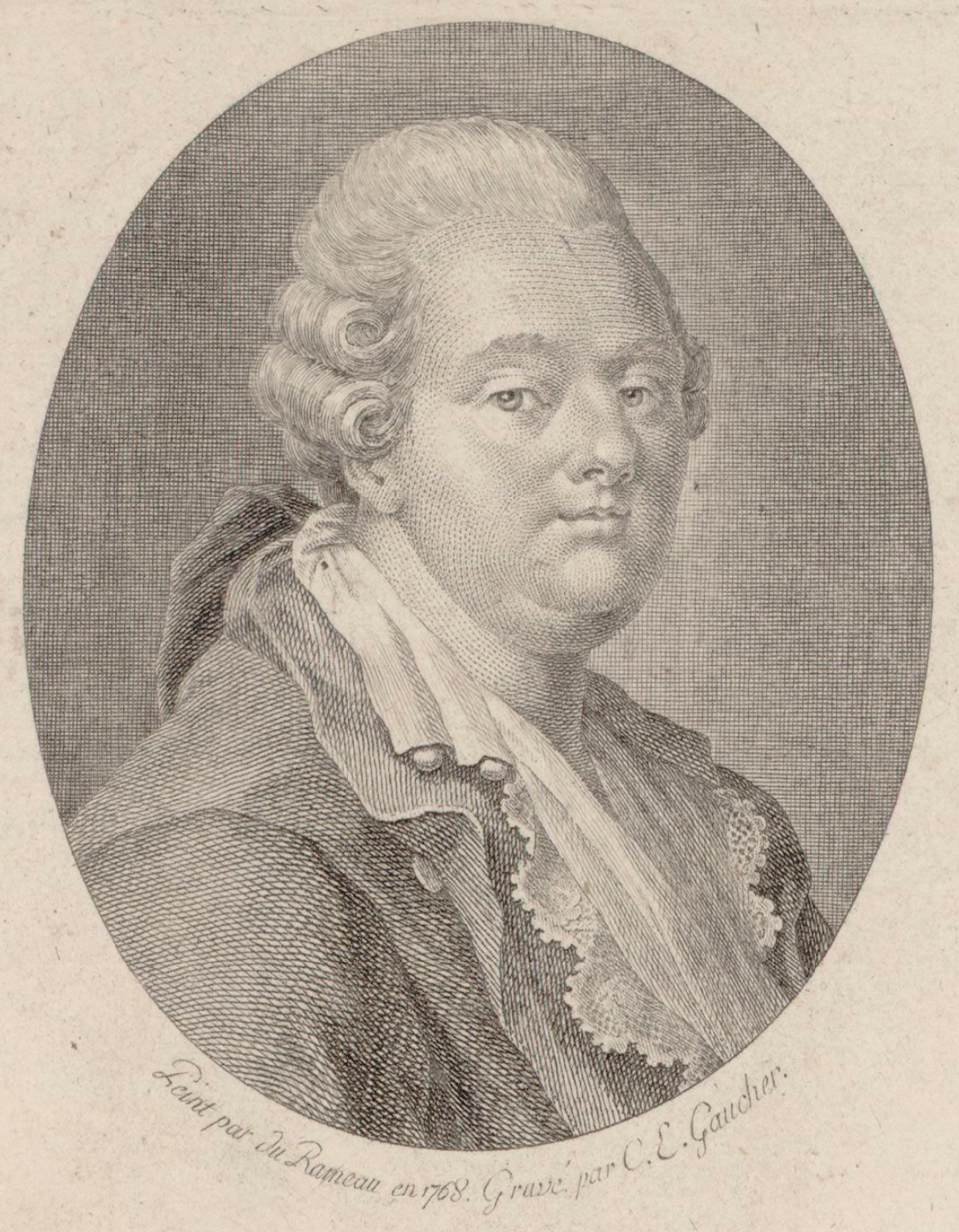
Jean-Benjamin Laborde.

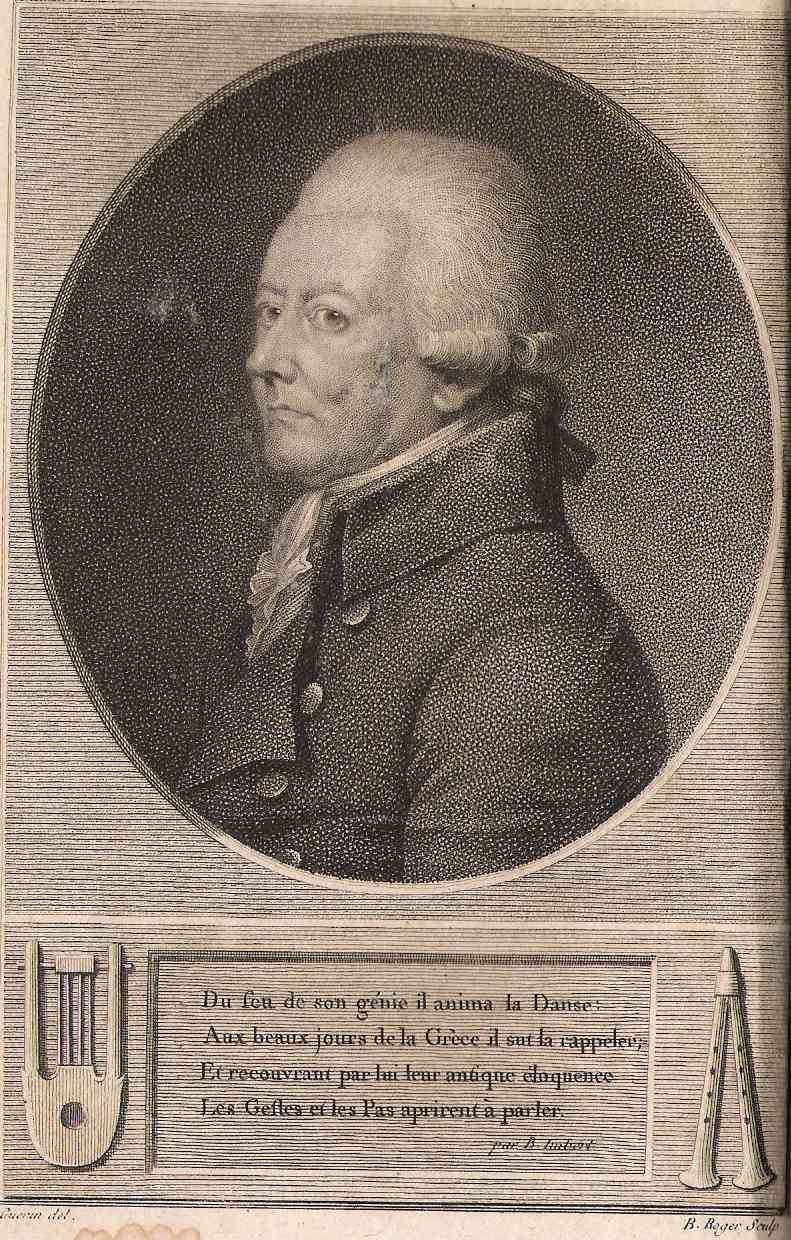
Jean-Georges Noverre.

- Opéra-comique, 15 février 1762, Théâtre-Italien, texte de Justine Favart et de l'abbé de Voisenon, musique d'Adolphe Benoît Blaise :

Annales du Théâtre Italien, d'Origny, II, 9-10 : "Il seroit difficile d'exprimer la joie et l'enthousiasme qu'excita la représentation d'Annette et Lubin, Comédie en un Acte, en vers, par Mad. Favart et M. L… C'est le conte de M. Marmontel mis en action ; mais les Auteurs y ont ajouté l'épisode intéressant de l'enlevement d'Annette. […] Il faudroit rappeller tous les détails de la Piece, pour en décrire les beautés ; il n'y en a aucune qui ne soit à sa place ; […] Le choix des airs est assorti aux situations ou aux pensées ; […] L'attention et le goût ne sauroient aller plus loin." [MM]. Un des plus grands succès de Charles-Simon Favart fut la représentation d'Annette et Lubin au château de Fontainebleau en 1762. Cet opéra-comique fut joué de nombreuses fois de 1762 à 1792 à Paris mais aussi au Grand Théâtre de la Monnaie à Bruxelles comme au Théâtre de Maastricht, à Caen, Rouen et Toulouse. L'avis de Melchior Grimm en février 1762, qui tenait une correspondance sur la vie parisienne à l'attention des étrangers a été cependant tout à l'opposé du premier ci-dessus.
- Pièce homonyme, 30 mars 1762, théâtre du maréchal de Richelieu, Jean-Benjamin de Laborde :

"Le maréchal de Richelieu avait un théâtre dans sons hôtel, où, en 1762, pour la première fois, fut jouée Annette et Lubin.
"31 mars 1762. On a joué hier chez M. le Maréchal de Richelieu l'Anete & Lubin du Sr Marmontel. Mlle Niessel faisoit Anette, & Clairval Lubin. Cette piece a eu le plus grand succès. Ce jour-là même on jouoit aux Italiens la piece de Madame Favart. Ceux qui ont vu les deux, trouvent la premiere infiniment supérieure. Nous avons lu le manuscrit: il nous paroit que le Drame du St. [sic] Marmontel est plus ordurier. Il y a un interrogatoire du Bailli, qui malheureusement vient après celui du Droit du Seigneur. Du reste, on donne la palme aux deux auteurs du théâtre particulier."
- Parodie d'Annette et Lubin de Favart, 18 août 1762, L'Amour naïf, en un acte, Lourdet de Santerre et Chevalier, Paris, château de Bagatelle ;
- Bluette du poète Jacques Clinchamps de Malfilâtre, non représentée ;
- Opéra allemand, 1768, Die Liebe auf dem Lande, livret de Christian Félix Weisse, musique de Johann Adam Hiller;
- Ballet, 1778, Paris, Jean-Georges Noverre, musique de François-Joseph Gossec (1734-1829) ;
- Opéra, 1785, Jean Paul Egide Martini, Comédie-italienne, joué encore en 1800 :

Premier opéra écrit par Jean-Paul-Egide Martini, compositeur français d'origine allemande. Il dirige la chapelle du prince de Condé, la musique du comte d'Artois et le théâtre de Monsieur. Il dédie Annette et Lubin au comte d'Artois, futur Charles X. Sa musique la plus populaire est celle de la chanson Plaisir d'amour.
- Comédie musicale de Favart, représentation à Paris en présence de Marmontel et d’Annette et Lubin, 1787 !
- Opéra : 1789, La Vieillesse d’Annette et Lubin, Auguste-Louis Bertin d’Antilly, musique de Chapelle :

"Le chef-d'œuvre de Pierre-David-Augustin Chapelle (1746-1821) est La Vieillesse d'Annette et Lubin (1789), bien qu'il n'écrivit pas tous les airs ; les tensions sociales de l'âge sont reflétées dans le finale, où des paysans armés de leurs outils font face aux représentants de l'ordre seigneurial" (César, Calendrier électronique des spectacles sous l'ancien régime) ;
- Opéra : 30 avril 1791, La Vengeance du Bailli ou la Suite d’Annette et Lubin, Charles-Simon Favart, Louis-Emmanuel Jadin, Théâtre de Monsieur ;
- Ballet-pantomime en un acte, 1804, de la composition de M. Jean Dauberval, remis au théâtre par M. Jean-Pierre Aumer,… (Paris, Porte Saint-Martin, le 3 prairial an XII), Paris, Barba, In-−8°, 15 p. ;
- Représentation à l’occasion du bicentenaire de la mort de Marmontel en 1999. Une pastorale fut jouée par la Compagnie La Chélidoine, dans l'église de Bort-les-Orgues, à l'occasion des journées commémoratives de 1999.

### Succès de librairie européen
- Rééditions des Contes moraux, de 1761 à 1829, plus d’une vingtaine de fois, à Paris, Avignon, Liège, La Haye, Amsterdam, Londres ou Florence. Numérisation par la BnF en 1997.
- Traduction et publication en 1767 : anglais, danois, hollandais, italien, espagnol, hongrois
- Exemple : Choix des plus jolis Contes moraux, anciens et nouveaux, par Marmontel. Orné de huit jolies figures nouvelles, Paris, 1817, chez Saintin, éditeur commercial

## Iconographie
- Gravure des contes moraux, ed. 1769, no 12/25, Hubert François Gravelot dit Bourgignon, (1765) ;
- Gravures des contes moraux, Londres, Thomas Gaugain (1748-1810), Annette en costume de paysanne normande et Lubin en costume de paysan normand, sépia, 34/26,5 cm ;
- Huile sur toile, François Boucher[5], Annette et Lubin (<1770), Galleria Nazionale d'Arte Antica, Rome ;
- Jean Honoré Fragonard, Annette a vingt ans, Musée Jacquemart-André, Institut de France, Exposition Fragonard. Les plaisirs d'un siècle, 3 octobre 2007 au 13 janvier 2008, collection de la Galleria Nazionale d'Arte Antica, Rome ;
- Jean Honoré Fragonard, Le retour du troupeau ou Annette et Lubin, Worcester Art Museum, Massachusetts, États-Unis ;
- Eau-forte, François Godefroy (1743-1819), Annette et Lubin ;
- Biscuit de Sèvres réalisé entre 1770 et 1780 sur un projet (1764) de Falconet[6], Étienne-Maurice (1716-1791), Düsseldorf, Kunstmuseum ;
- Dessin du peintre danois, Peter Cramer (1726-1782) ;
- Estampe en couleur Annette et Lubin, avril 1789, Philibert-Louis Debucourt, peintre et graveur, Paris. Scène de la supplique de Lubin et d'Annette à leur seigneur. Au bas de la scène, deux médaillons de leurs portraits actuels dessinés d'après nature. 10 pouces de haut, 8 1/2 de large (27/23 cm). Tirée à 300 exemplaires. National Gallery of Art, Widener Collection, Washington D.C. ;
- Gravure en couleur réalisée par Nicolas Ponce d’après le tableau de Pierre Antoine Baudouin. Elle est dédiée à la marquise de l’Aubépine et porte en dessous ses armes ;
- Biscuit de Sèvres, Écritoire de l’Impératrice, La leçon de flageolet ou Annette et Lubin, 1860, Louis-Jean Mascret et Casimir Bonleu pour le socle, sur un projet de François Boucher (1752), Château de Compiègne, les appartements historiques, salon de musique Second Empire ;
- Les géants de Spa (1964), Annette et Lubin, pouhon Pierre le Grand, folklore populaire, Spa.

#### Légende et histoire
- Annette et Lubin, analyse littéraire, site mvmm.org du Musée virtuel de la musique maçonnique
- Annette et Lubin, site du Livre d’Or de Spa, Guy Peeters, Jean-François Marmontel, Annette et Lubin : légende et vérité
- Annette et Lubin, site Spa, Perle des Ardennes, Légende, JM. Wislet
- Spa, Marmontel et Fragonard, Daniel Droixhe
- Conte d’Annette et Lubin, BnF

#### Iconographie
- Gravure sur cuivre de Gravelot, 1769
- Dessin de Peter Cramer
- Gravures de Thomas Gaugain (Cf. no 100)
- Estampe de Philibert-Louis Debucourt, 1789

#### Représentation
- Toutes les représentations d'Annette et Lubin de Favart sur le site CÉSAR